# Simone Battle
Simone Sherise Battle (Los Ángeles, California, 17 de junio de 1989-ibidem, 5 de septiembre de 2014), conocida simplemente como Simone Battle, fue una cantante, bailarina y actriz estadounidense. Fue finalista de la primera temporada de la versión americana de The X Factor en 2011. Era mayormente conocida por formar parte del girl group G.R.L..

## Carrera

### 2011: The X Factor y He Likes Boys
En 2011, durante las audiciones para la primera temporada del programa The Factor X, en frente de los jueces Simon Cowell, Paula Abdul, Cheryl Cole y L.A. Reid interpretó la canción "When I Grow Up" de The Pussycat Dolls. Ella fue apadrinada por Cowell después de ingresar al Top 32 de finalistas en la categoría de "Chicas". En las batallas, fue escogida para ser parte de los shows en vivo junto a Melanie Amaro, Rachel Crow, Drew y Tiah Tolliver, teniendo éxito y avanzando al Top 17. Sin embargo fue eliminada por Cowell de la categoría de "Chicas" durante la primera semana con Tolliver. Al anuncio de Steve Jones de que ella había sido eliminada de la competencia, fue promovido virtualmente el lanzamiento de su nuevo vídeo musical "He Likes Boys".

### 2012-2014: Éxito y G.R.L.
En agosto de 2012, las batallas de Simone fueron inicialmente parte de la iniciativa de crear un nuevo grupo desprendido de The Pussycat Dolls después de su disolución en 2010. Su admisión al grupo fue revelado durante la apertura del Dollhouse de The Pussycat Dolls en el Keating Hotel en San Diego. En febrero de 2013, Robin Antin anunció que, en lugar de eso, continuará como la "nueva generación" de las chicas bajo el nombre "G.R.L.".

### Muerte
El 5 de septiembre a las 8:00 a. m., Simone fue hallada sin vida en su armario, lo que da a entender que el motivo aparente de su muerte fue un suicidio, hecho que luego fue confirmado. Días después, su familia y personas cercanas a Battle revelaron que la cantante se encontraba en depresión por problemas financieros, la cual (según ella) afectaba su carrera musical y la alejaba del reconocimiento y la fama en EE. UU..

## Discografía
En la discografía de Simone Battle se cuentan diez vídeos publicados en YouTube, cuatro sencillos y un vídeo musical.
Era reconocida por participar del reality show del canal FOX The Factor X creado por Simon Cowell. Este último también reconoció a Battle como una de sus más favoritas participantes desde que está en el show. Ella, antes de formar G.R.L., era miembro de The Pussycat Dolls junto a Lauren Bennett, Paula Van Oppen, Natasha Slayton y la exintegrante del grupo Girlicious, Natalie Mejia. Battle reemplazó a Amanda Brandche en la nueva generación de dicho grupo. En agosto de 2012, fotos publicitarias mostraban la "nueva generación" incluyendo a Simone Battle en reemplazo de Branche. Battle había firmado con los sellos discográficos Kemosabe Records, Sony Music Entertainment y RCA Records. Su exitoso sencillo, "He Likes Boys", fue lanzado en digital el 24 de octubre de 2012, el cual fue escrito por ella misma y producido por The Movement. Ella fue la única participante de The X Factor en lanzar un disco posterior a su eliminación. El vídeo fue filmado y dirigido por Shane McLafferty, y ha recibido comentarios negativos y positivos de sus fanes. Antes de grabar canciones en su propio canal de YouTube, ella publicó varios sencillos y planeaba lanzar más en solitario e incluirlos en su nuevo álbum "PCD" mientras trabajaba en conjunto con las chicas de su banda.

### Sencillos
| Canción         | Año  | Posición | Álbum   |
| Canción         | Año  | UK       | Álbum   |
| --------------- | ---- | -------- | ------- |
| "Rain"          | 2008 | —        | Ninguno |
| "Just a Boy"    | 2009 | —        | Ninguno |
| "Material Girl" | 2009 | —        | Ninguno |
| "He Likes Boys" | 2011 | —        | Ninguno |

### Vídeos musicales
| Canción         | Año  | Director(es)     | Posición | Álbum   |
| Canción         | Año  | Director(es)     | UK       | Álbum   |
| --------------- | ---- | ---------------- | -------- | ------- |
| "He Likes Boys" | 2011 | Shane McLafferty | —        | Ninguno |

### Apariciones especiales
| Canción                  | Año  | Directores) | Álbum        |
| ------------------------ | ---- | ----------- | ------------ |
| "Teach Me How to Dougie" | 2010 | —           | The Kickback |

### Covers
| Año  | Título                       | Álbum |
| ---- | ---------------------------- | ----- |
| 2008 | "Like a Star"                | N/A   |
| 2008 | "Saving All My Love for You" | N/A   |
| 2010 | "Tik Tok"                    | N/A   |
| 2010 | "Speechless"                 | N/A   |
| 2010 | "Teenage Dream"              | N/A   |
| 2011 | "Rolling in the Deep"        | N/A   |
| 2011 | "Someone like You"           | N/A   |
| 2011 | "Santa Baby"                 | N/A   |
| 2012 | "Take Care"                  | N/A   |
| 2012 | "Starships"                  | N/A   |

## Filmografía

### Televisión
| Año  | Título                | Papel        | Notas                                |
| ---- | --------------------- | ------------ | ------------------------------------ |
| 2006 | Everybody Hates Chris | Chica #2     | Episodio: Todo el mundo odia a Chris |
| 2006 | Zoey 101              | Desconocido  | Episodio: Hot Dean                   |
| 2011 | The Factor X          | Ella misma   | Concursante                          |
| 2012 | 106 & Park            | Corresponsal | [ 3 ]                                |
| 2012 | Meanamorphosis        | Olivia       | Film corto                           |

### Película
| Año  | Título       | Papel          | Notas           |
| ---- | ------------ | -------------- | --------------- |
| 2012 | We the Party | Cheyenne Davis | Papel principal |